# Karlova Ves (Repubblica Ceca)
Karlova Ves (in tedesco Karlsdorf) è un comune della Repubblica Ceca facente parte del distretto di Rakovník, in Boemia Centrale.